# چیا تپه
چیا تپه در شهرستان گیلانغرب، بخش گواور، دهستان گواور، ۳۵۰ متری شمال شرق روستای په گل واقع شده و این اثر در تاریخ ۲۷ اسفند ۱۳۸۶ با شمارهٔ ثبت ۲۲۴۰۷ به‌عنوان یکی از آثار ملی ایران به ثبت رسیده است.